# Госпожа Кровавый Снег
«Госпожа Кровавый Снег» (яп. 修羅雪姫 сюраюки химэ, англ. Lady Snowblood) — кинофильм режиссёра Тосия Фудзиты, вышедший на экраны в 1973 году. Лента основана на одноимённой манге Кадзуо Коикэ и Кадзуо Камимуры. Считается, что фильм был основным источником вдохновения Квентина Тарантино при создании дилогии «Убить Билла».

## Сюжет
Основное действие происходит в конце XIX века, накануне японско-китайской войны. 
Двадцатью годами ранее, на шестом году эпохи Мэйдзи (1873), когда в стране бушевали крестьянские восстания, четверо негодяев напали на беззащитную семью сельского учителя,  зверски убив его вместе с малолетним сыном, а затем изнасиловали его жену. Чудом выжив, последняя поклялась во что бы то ни стало отомстить, и спустя некоторое время выследила и убила одного из преступников. Однако до остальных женщина добраться не успевает: власти арестовывают её и отправляют в тюрьму отбывать пожизненный срок. Здесь она придумывает новый план: при любом удобном случае соблазняет мужчин-надзирателей и вскоре производит на свет девочку. Умирая, мать поручает подругам-сокамерницам позаботиться о её дочери. 
Двадцать лет проводит Юки, тренируясь под руководством почтенного монаха и готовясь к единственной в своей жизни миссии — отомстить за покойную мать. Наконец, она отправляется на поиски негодяев, чтобы устроить над ними кровавую расправу...
Повествование, поделённое на главы, ведётся не в хронологическом порядке, и изобилует флешбэками.

## В ролях
- Мэико Кадзи — Юки Касима
- Тосио Куросава — Рюрэй Асио
- Масааки Даймон — Гё Касима
- Миёко Акадза — Саё Касима
- Такэо Тии — Токуити Сёкэй
- Нобору Накая — Бандзё Такэмура
- Ёсико Накада — Кобуэ Такэмура
- Акэми Нэгиси — Тадзирэ
- Санаэ Накахара — Китахама Оконо
- Хитоси Такаги — Мацуэмон
- Эйдзи Окада — Гисиро Цукамото
- Ко Нисимура — монах Докай